# Hájos István Gáspár
Hájos István Gáspár (Jászberény (Pest megye), 1724. május 1. – Szeged, 1785. szeptember 24.) piarista áldozópap és tanár, nyelvész.

## Élete
1743. október 21-én Nagykárolyban lépett a rendbe és 1753. május 3-án miséspappá szenteltetett föl; tanított Nyitrán (1745-47), Vácott (1748-49); bölcselethallgató volt 1750-51-ben Kecskeméten és Nagykárolyban; 1752-53-ban teológus Debrecenben; gimnáziumi tanár volt Tokajban (1754-56), Debrecenben (1757), Szegeden (1758), ugyanott a plébánia vikáriusa (1759) és tanár (1760-61), Nagykárolyban (1762-63), Kecskeméten (1764-65), Tokajban (1766-67), Nagykárolyban (1768), Szegeden (1769), Kecskeméten tanár és vicerektor (1770-84). Tanítványa volt Szegeden Révai Miklós.

## Kézirati munkái
- Speculum linguae Scythico-Hungarico-Magyarico-Székhelico-Hungaricae
- Monumentum Literarium Hunno–Scythicum